# Krčevina pri Vurbergu
Krčevina pri Vurbergu je naselje v Mestni občini Ptuj.